# Палестински патриархат
 Тази статия е за еврейската институция.  За православната църква вижте Йерусалимска патриаршия.  
Палестинският патриархат е управлявящата институция на еврейската общност в Палестина от разрушаването на Втория храм през 70 година до около 425 година, по време на управлението на император Теодосий Велики, когато е ликвидиран е силата на Теодосиевия кодекс.
Той се ръководи от съвет, съставен от главните равини от най-големите палестински талмудически академии, които след епохата на Синедриона са духовни водачи на еврейския народ и осъществяват правната власт над евреите в рамките на Римската империя.
Институцията се е самоиздържала с доброволни вноски и волни пожертвувания от евреи от целия античен свят. Начело на партиархата седи Наси (за разлика от Сасанидския екзиларх). Обществената функция на патриархата е по-скоро политическа, отколкото религиозна, въпреки че влиянието му не се е ограничавало до светската сфера. Патриархата достига зенита си при Юда ха Наси, когато се съставя и Мишната (повторението е майка на знанието).
Палестинският патриархат е премахнат като институт от император Теодосий II (408-450), като просъществува за период от около 350 години. След ликвидацията на патриархата, духовният дом на евреите се мести във Вавилония, която е под властта на Сасанидите, и където се намират двете талмудически школи в Сура и Пумбедита за изучаване на йешива. Седалището на патриархата след вавилонския бунт било в Уша, след това в Бет-Шерим, по-късно в Сефорис, и накрая в Тибериада. 
До средата на 4 век, палестинският патриархат пази относителната си автономия от вавилонските талмудически академии по йешива и отклонява опитите за намеса оттам, т.е. еврейското водачество пази относителен неутралитет спрямо персийските сасанидски домогвания къмто Източното Средиземноморие през Леванта. В този смисъл еврейските водачи спазват лоялност към римската власт над и в Палестина.
Поради християнското преследване след бунта срещу Гал, Хилел II бил принуден да състави нов еврейски календар през 359 г., определяйки началото му от разрушаването на Втория храм през септември 70 г.  От тогава властта над палестинските патриархи преминава реално, а не номинално, къмто Талмудическите академии във Вавилония, която е под сасанидска, а сетне от третото десетилетие на 7 век и под арабска власт. 

## Списък на патрирхатите
| Патриарх              | от  | до  |
| --------------------- | --- | --- |
| Гамалиил II в Ямне    | 80  | 118 |
| Елиазар бен Азария    | 118 | 120 |
| (Вавилонски бунт)     | 120 | 142 |
| Шимон бен Гамалиил II | 142 | 165 |
| Юда I                 | 165 | 220 |
| Гамалиил III          | 220 | 230 |
| Юда II                | 230 | 270 |
| Гамалиил IV           | 270 | 290 |
| Юда III               | 290 | 320 |
| Хилел II              | 320 | 365 |
| Гамалиил V            | 365 | 385 |
| Юда IV                | 385 | 400 |
| Гамалиил VI           | 400 | 425 |